# Timothy Gibbs
Timothy Brian Gibbs (Calabasas, 17 aprile 1967) è un attore statunitense.

## Biografia
Gibbs ha iniziato la sua carriera cinematografica come attore bambino. Uno dei suoi primi ruoli importanti fu quello di Will Adams nella serie drammatica I ragazzi di padre Murphy, in onda dal 1981 al 1983 sulla NBC.
Tra il 1995 e il 1998 ha recitato nella soap opera Destini, interpretando Gary Sinclair, mentre tra il 1998 e il 2001 è apparso in Una vita da vivere, nel ruolo di Kevin Buchanan.
Nel 2003 Gibbs è stato usato come modello di uno dei più famosi personaggi dei videogiochi, Max Payne, nel secondo capitolo della saga, Max Payne 2: The Fall of Max Payne. Il personaggio originariamente riprendeva il volto dello scrittore e ideatore dello stesso Max Payne, Sam Lake.
Gibbs ora è il proprietario della Jefferson Rilke Hopper Davis, una compagnia di costruzione nella città di New York.

## Filmografia parziale

### Cinema
- Spiritika 2 - Il gioco del diavolo (Witchboard 2: The Devil's Doorway), regia di Kevin S. Tenney (1993)
- 11-11-11, regia di Darren Lynn Bousman (2011)

### Televisione
- I Jefferson – serie TV, un episodio (1979)
- I ragazzi di padre Murphy (Father Murphy) – serie TV, 34 episodi (1981-1983)
- Il mostro (The Deliberate Stranger) – serie TV, 2 episodi (1986)
- Genitori in blue jeans (Growing Pains) – serie TV, un episodio (1987)
- Le inchieste di Padre Dowling (Father Dowling Mysteries) – serie TV, un episodio (1990)
- Santa Barbara – serie TV, 179 episodi (1990-1992)
- Destini (Another World) – serie TV, 65 episodi (1995-1998)
- Una vita da vivere (One Life to Live) – serie TV, 5 episodi (1997-1999)
- Sex and the City – serie TV, un episodio (2000)

## Doppiatori italiani
Nelle versioni in italiano delle opere in cui ha recitato, Timothy Gibbs è stato doppiato da:
- Tullia Piredda ne I Jefferson
- Ilaria Stagni ne I ragazzi di padre Murphy
- Giorgio Borghetti in Santa Barbara
- Francesco Prando in Secrets